# 긴손바닥근
긴손바닥근(palmaris longus) 또는 장장근(長掌筋)은 노쪽손목굽힘근과 자쪽손목굽힘근 사이에 위치하는, 작은 힘줄로 이루어진 근육이다. 항상 존재하지는 않는다. 전체 인구의 14% 정도에서 긴손바닥근이 사라져 있다. 이 비율은 인종마다 다르다. 긴손바닥근이 없어도 주먹을 쥐는 힘에는 영향을 미치지 않는다. 그러나 긴손바닥근이 없으면 넷째와 다섯째 손가락의 꼬집는 힘이 약해진다. 한편 남성보다 여성에서 긴손바닥근이 없는 경우가 더 많다.
긴손바닥근은 넷째 손가락과 엄지를 서로 맞닿게 한 뒤, 손목을 굽히면 육안으로도 볼 수 있다. 힘줄이 존재한다면 앞쪽 손목의 정중앙에서 보인다.

## 구조
긴손바닥근은 얇고 긴 방추형의 근육으로, 노쪽손목굽힘근의 안쪽에 위치한다. 중간 부분에서 가장 두껍고 몸쪽과 먼쪽의 부착 부위에서는 가장 좁다.
긴손바닥근은 온굽힘근힘줄을 통해 위팔뼈의 안쪽위관절융기에서 주로 기시한다. 또한 인접한 근육사이막과 아래팔근막에서도 기시한다.
이후에는 얇고 납작한 힘줄이 되면서 굽힘근지지띠 위쪽을 지나가고, 굽힘근지지띠 중간 부분과 손바닥널힘줄 하부에 닿는다. 엄지손가락의 짧은 근육들로 힘줄성의 슬립을 종종 보낸다.

### 신경 분포
긴손바닥근은 정중신경의 지배를 받는다.

### 변이
긴손바닥근은 변이가 많은 근육이다. 가장 흔한 변이는 존재하지 않는 경우이다. 긴손바닥근 힘줄이 존재하지 않는 비율에 관해 여러 in vivo 또는 in vitro 연구가 서로 다른 인종 집단에서 진행되었다. 유럽인과 북아메리카인 같은 코카서스 인종에서는 5.5~24%, 중국이나 일본, 인도, 튀르키예, 말레이시아 등의 아시아 인구에서는 4.6~26.6%에서 긴손바닥근 힘줄이 존재하지 않았다. 2012년 대한민국에서 269명을 대상으로 행해진 연구에서는 4.1%의 연구 대상에서 긴손바닥근 힘줄이 발견되지 않았다. 2015년 문헌고찰 연구에 따르면 가장 무발생이 적었던 곳은 짐바브웨의 1.5%, 가장 많았던 곳은 터키의 63.9%이다.
긴손바닥근의 형태가 다른 변이도 있다. 위쪽이 힘줄성이고 아래쪽이 근육성인 경우나, 중간이 근육성이고 위쪽과 아래쪽이 힘줄성인 경우가 있을 수 있다. 또는 중간에 힘줄이 있고 두 개의 근육 다발이 있거나, 오직 힘줄 띠로만 이루어진 경우도 있다. 긴손바닥근이 두 개거나, 아예 없는 경우도 있다. 자뼈의 갈고리돌기나 노뼈에서 일어나는 슬립이 관찰되기도 한다. 아래팔의 근막, 자쪽손목굽힘근 힘줄, 콩알뼈, 손배뼈, 새끼손가락의 근육들 등에 부분적으로 또는 완전히 닿는 양상도 관찰된 바 있다.

## 임상적 중요성

### 힘줄 이식편으로 사용
긴손바닥근은 힘줄이 길고 이식편으로 사용했을 때 어떠한 기능적인 이상도 생기지 않기 때문에, 힘줄 이식편으로 가장 자주 이용된다. 손목에서 힘줄이 파열됐을 때, 긴손바닥근 힘줄을 굽힘근지지띠에서 떼어낸 뒤에 파열된 힘줄 대신 이식할 수 있다. 손가락의 긴굽힘근이나 긴엄지굽힘근 힘줄이 파열됐을 때 긴손바닥근 힘줄로 대체하는 경우가 가장 많다.
긴손바닥근 그 자체는 손목의 약한 굽힘근으로, 긴손바닥근의 힘줄을 잘라내도 손목의 굽히는 동작이 제한되지 않을 정도로 굽히는 힘에 미치는 영향은 적다. 한편 긴손바닥근은 손을 여는 동작에 필수적인, 엄지손가락을 벌리는 움직임을 보조한다.. 만일 이식편으로 환자의 긴손바닥근을 얻을 수 없는 상태라면, 다리의 근육 중 긴손바닥근과 해부학적으로 상동인 장딴지빗근을 대신 이용할 수 있다. 환자 자신의 힘줄을 이용하면 몸에 외부 물질을 넣지 않을 수 있으므로 장점이 많다.

### 손목터널 증후군과 긴손바닥근의 변이
긴손바닥근의 해부학적 변이 중에서, 긴손바닥근의 힘살이 거꾸로 존재하는 변이에서 힘살이 손목굴 안에 존재하는 경우, 손목터널 증후군의 증상을 유발할 수 있다. 불필요한 손목굴 이완 수술을 피하기 위해, 변이가 있는지 파악하는 것이 중요하다. 이러한 변이가 존재하는 경우 이완 수술 이후에도 정중신경 압박은 그대로 해결되지 않은 채 남을 수 있다.

## 다른 동물들에서

### 진화
진화론적으로 보았을 때 인간은 공통 조상을 통해 긴손바닥근을 계승 받았고, 오랑우탄과 같은 인간과 공통 조상을 공유하는 많은 동물은 인간과 달리 여전히 긴손바닥근을 활발히 사용하고 있다. 침팬지나 고릴라 같이 인간과 가까운 영장류 종들은 긴손바닥근을 활발히 사용하지는 않으며, 따라서 인간과 비슷하게 긴손바닥근의 해부학적 변이를 보인다. 공동 후손 원리는 어느 시점에서 우리 조상들이 긴손바닥근을 활발히 사용했다는 것을 시사한다. 그 후 엄지의 근육, 특히 엄지두덩 근육들이 호미닌 수준에서 발전하기 시작했고, 뒤이어서 긴손바닥근이 흔적 기관이 된 것이다. 긴손바닥근과 관련하여 (긍정적이든 부정적이든) 명백한 진화적 압력이 나타나지는 않으며, 따라서 긴손바닥근은 진화 과정에 크게 영향을 받지 않은 상태로 남았다.

## 같이 보기
- 짧은손바닥근

## 참고 문헌
이 문서는 현재 퍼블릭 도메인에 속하는 그레이 해부학 제20판(1918) page 446의 내용을 기초로 작성된 글이 포함되어 있습니다.
1. ↑  Sebastin SJ, Puhaindran ME, Lim AY, Lim IJ, Bee WH (October 2005). “The prevalence of absence of the palmaris longus--a study in a Chinese population and a review of the literature”. 《Journal of Hand Surgery》 30 (5): 525–7. doi:10.1016/j.jhsb.2005.05.003. PMID 16006020. S2CID 12394636.
2. ↑  Sebastin SJ, Lim AY, Bee WH, Wong TC, Methil BV (August 2005). “Does the absence of the palmaris longus affect grip and pinch strength?”. 《Journal of Hand Surgery》 30 (4): 406–8. doi:10.1016/j.jhsb.2005.03.011. PMID 15935531. S2CID 35394120.
3. ↑  Cetin, A.; Genc, M.; Sevil, S.; Coban, Y. K. (2013). “Prevalence of the palmaris longus muscle and its relationship with grip and pinch strength”. 《Hand (New York, N.Y.)》 8 (2): 215–220. doi:10.1007/s11552-013-9509-6. PMC 3652998. PMID 24426922.
4. 1 2 3  Gray's Anatomy (1918), see infobox
5. ↑  Drake, Richard L.; Vogl, Wayne; Mitchell, Adam W. M. (2005). 《Gray's anatomy for students》. Philadelphia: Elsevier/Churchill Livingstone. 693쪽. ISBN 978-0-8089-2306-0.
6. ↑  Kose O, Adanir O, Cirpar M, Kurklu M, Komurcu M (May 2009). “The prevalence of absence of the palmaris longus: a study in Turkish population”. 《Archives of Orthopaedic and Trauma Surgery》 129 (5): 609–11. doi:10.1007/s00402-008-0631-9. PMID 18418616. S2CID 26235241.
7. ↑  Kyung, Dong-Soo; Lee, Jae-Ho; Choi, In-Jang; Kim, Dae-Kwang (2012년 3월). “Different frequency of the absence of the palmaris longus according to assessment methods in a Korean population”. 《Anatomy & Cell Biology》 45 (1): 53–56. doi:10.5115/acb.2012.45.1.53. ISSN 2093-3665. PMC 3328741. PMID 22536552.
8. ↑  Ioannis, Dimitriou; Anastasios, Katsourakis; Konstantinos, Natsis; Lazaros, Kostretzis; Georgios, Noussios (2015년 11월). “Palmaris Longus Muscle’s Prevalence in Different Nations and Interesting Anatomical Variations: Review of the Literature”. 《Journal of Clinical Medicine Research》 7 (11): 825–830. doi:10.14740/jocmr2243w. ISSN 1918-3003. PMC 4596262. PMID 26491493.
9. ↑  Thejodhar P, Potu BK, Vasavi RG (January 2008). “Unusual palmaris longus muscle”. 《Indian Journal of Plastic Surgery》 41 (1): 95–6. doi:10.4103/0970-0358.41125. PMC 2739544. PMID 19753215.
10. ↑  Moore, Colin W.; Fanous, Jacob; Rice, Charles L. (2017년 12월 27일). “Revisiting the functional anatomy of the palmaris longus as a thenar synergist”. 《Clinical Anatomy》 31 (6): 760–770. doi:10.1002/ca.23023. PMID 29178622. S2CID 21747288.
11. ↑  Moore, Colin W.; Fanous, Jacob; Rice, Charles L. (2021년 1월 1일). “Fiber type composition of contiguous palmaris longus and abductor pollicis brevis muscles: Morphological evidence of a functional synergy”. 《Journal of Anatomy》 238 (1): 53–62. doi:10.1111/joa.13289. PMC 7754940. PMID 32790091.
12. ↑  Wheeless, Clifford R (December 2009). “Palmaris Longus Tendon Graft Harvest”. Wheeless' Textbook of Orthopaedics. 2012년 2월 25일에 확인함.
13. ↑  DEPUYDT, K. H.; SCHUURMAN, A. H.; KON, M. (2016년 8월 29일). “Reversed Palmaris Longus Muscle Causing Effort-Related Median Nerve Compression”. 《Journal of Hand Surgery》 (영어) 23 (1): 117–119. doi:10.1016/S0266-7681(98)80241-6. PMID 9571503. S2CID 26397516.
14. ↑  “Proof of evolution that you can find on your own body”. 2016년 3월 17일.
15. ↑  Thejodhar et al, Indian J Plast Surg Vol 41.1 (2008)
16. ↑  Maughan et al: The Roles of Mutation Accumulation and Selection in Loss of Sporulation in Experimental Populations of Bacillus subtilis Genetics. 2007 Oct;177(2):937-48